# Neolema
Genre
Neolema est un genre d'insectes coléoptères de la famille des Chrysomelidae, de la sous-famille des  Criocerinae.

## Liste d'espèces
Selon ITIS (25 juillet 2020) :
- Neolema cordata R. White, 1993
- Neolema dorsalis (Olivier, 1791)
- Neolema ephippium (Lacordaire, 1845)
- Neolema jacobina (Linell, 1897)
- Neolema ovalis R. White, 1993
- Neolema quadriguttata R. White, 1993
- Neolema sexpunctata (Olivier, 1808)